# Ralf-Olivier Schwarz
Ralf-Olivier Schwarz (* 1976 in Strasbourg) ist ein deutsch-französischer Musik- und Kulturhistoriker.

## Leben
Ralf-Olivier Schwarz studierte Schulmusik, Musikwissenschaft und Klavier an der Hochschule für Musik und Darstellende Kunst Frankfurt am Main, sowie Geschichte an den Universitäten Frankfurt am Main und Paris-Sorbonne. Danach war er Forschungsstipendiat am Deutschen Historischen Institut Paris und Wissenschaftlicher Mitarbeiter an der Hochschule für Musik und Darstellende Kunst Frankfurt am Main, wo er 2007 mit einer Arbeit zu Jacques Offenbach promoviert wurde.
Von 2002 bis 2021 war er als Lehrbeauftragter im Fach Musikwissenschaft an der Hochschule für Musik und Darstellende Kunst und an der Goethe-Universität Frankfurt am Main tätig. Von 2007 bis 2015 unterrichtete er Musik und Geschichte (bilingual französisch, Abibac-Zweig) an der Ziehenschule Frankfurt am Main, von 2015 bis 2021 bildete er als abgeordneter Studienrat an der Hochschule für Musik und Darstellende Kunst Frankfurt angehende Musiklehrer aus. Seit 2022 ist er an der Liebigschule Frankfurt am Main tätig (hier ebenfalls Abibac-Zweig). Seine Forschungs- und Arbeitsschwerpunkte sind u. a. die Musik- und Kulturgeschichte des 19. und 20. Jahrhunderts (insb. deutsch-französisch) sowie musikalische Bildung in historischer Perspektive.
2019 war er als Wissenschaftlicher Berater maßgeblich an der Konzeption und Organisation des Kölner Jacques-Offenbach-Jahres beteiligt, z. B. als Kurator der Wanderausstellung des Kölnischen Stadtmuseums „Boulevard Europe. Jacques Offenbach: von Köln über Paris in die Welt“ (Köln, Düsseldorf, Berlin und Paris). Er war dramaturgisch tätig u. a. für die Salzburger Festspiele, das Théâtre de la Monnaie in Brüssel, das Gran Teatre del Liceu in Barcelona und für die Philharmonie Berlin. Einladungen führten ihn u. a. an Universitäten und Hochschulen in Mainz, München, Köln, Salzburg, Lausanne, Paris, die Opéra-Comique Paris, die Fondation Dosne-Thiers Paris, den Cercle gaulois Bruxelles, den Musikverein Wien, die Wienbibliothek im Rathaus oder das Zamus Köln.

## Schriften (Auswahl)

### Bücher
- (hrsg. mit Johannes Volker Schmidt), Fluchtpunkt Italien. Festschrift für Peter Ackermann, Olms: Hildesheim 2015.
- (hrsg. mit Daniela Philippi), „Die Leute singen mit so viel Feuer...“ Cäcilienchor Frankfurt am Main 1818–2018, Edition Henrich: Frankfurt am Main 2018.
- Jacques Offenbach. Ein europäisches Porträt, Böhlau / Vandenhoeck & Ruprecht: Köln und Wien 2018.
- (hrsg. mit Michel Güet und Mario Kramp), Boulevard Europe. Jacques Offenbach – Von Köln über Paris in die Welt. Katalog zur Ausstellung des Kölnischen Stadtmuseums, Kölnisches Stadtmuseum: Köln 2019.
- „Lieder & Gesänge von Offenbach Vater & Söhne.“ Das musikalische Familienalbum der Offenbachs aus der Kölner Glockengasse, Merseburger: Kassel [i. V.]

### Aufsätze
- Ferdinand Hiller und Frankfurt am Main, in: P. Ackermann, A. Jacobshagen, R. Scoccimarro und W. Steinbeck (Hrsg.), Ferdinand Hiller. Komponist, Interpret, Musikvermittler (Beiträge zur rheinischen Musikgeschichte 177). Merseburger: Kassel 2014, S. 39–54.
- Der Kanon als Feld. Überlegungen im Anschluss an Pierre Bourdieu, in: L. Oberhaus und M. Unseld (Hrsg.), Musikpädagogik der Musikgeschichte. Schnittstellen und Wechselverhältnisse zwischen Historischer Musikwissenschaft und Musikpädagogik. Waxmann: Münster u. a. 2015, S. 175–186.
- „… ein Ort der geistigen Berührung und Mittheilung in dem reichen, stolzen Frankfurt…“ – Die Anfänge der Frankfurter Museumsgesellschaft, in: I. Fuchs (Hrsg.), Musikfreunde. Träger der Musikkultur in der ersten Hälfte des 19. Jahrhunderts. Bärenreiter: Kassel 2016, S. 275–292.
- Vom Museum zum Konservatorium: Musikleben und musikalische Bildung in Frankfurt am Main in der ersten Hälfte des 19. Jahrhunderts, in: A. Babbe und V. Timmermann (Hrsg.), Konservatoriumsausbildung von 1795 bis 1945. Beiträge zur Bremer Tagung im Februar 2019. Olms: Hildesheim 2021, S. 33–49.
- Musikalische Festkultur und musikalische Unterhaltung in Köln 1871. Zum Musikleben im Umfeld des Deutsch-französischen Krieges, in: A. Hannig, Ch. Meierhofer und G. Mölich (Hrsg.), 1870/71. Der Deutsch-französische Krieg in transnationaler, regionaler und interdisziplinärer Perspektive. Bonn: V&R unipress [i. D.]